# ساعت خودکار

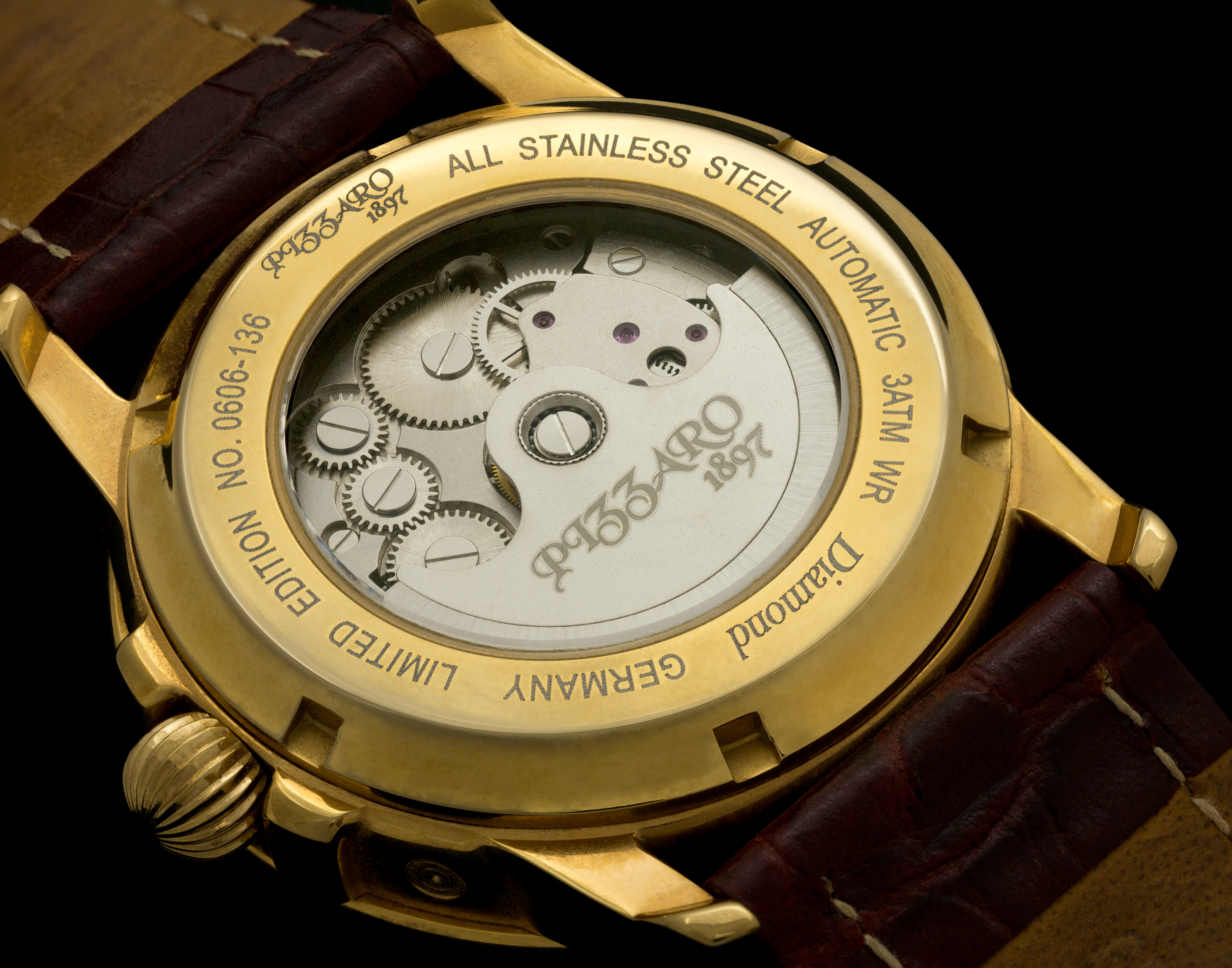
ساعت مچی خود پیچ

ساعت‌های نبضی یا ساعت‌های خودکار عبارتند از ساعت‌هایی که با تکان‌های پی در پی که در دست ایجاد می‌شوند کار می‌کنند. امروزه بیشتر شرکت‌های ساعت سازی کشور سوییس به ساخت این گونه ساعت‌ها می پردازند که برای نمونه می‌توان از برندهای بسان: ادوکس، رولکس، رادو، مایترودوتامپ نام برد. سوییسی‌ها در این زمینه تنها سازندگان این گونه ساعت‌ها نیستند و همچنین می‌توان از ساعت سازهای بنام ژاپنی بسان: سیکو و اورینت و سیتی زن در این زمینه نام برد.
این ساعت هااز بخش‌های گوناگونی ساخته می‌شوند که برخی از آن‌ها عبارتند از:
- صفحه
- عقربه‌ها
- قاب ساعت
- دسته ساعت
- شیشه ساعت
- رقاصک
- چرخ دنده‌ها

صفحه رویی یا صفحه زیرین ویا هر دور را در اغلب این ساعت‌ها را به شکلی می‌سازند (با استفاده از شیشه) که ساختار درونی ساعت و همچنین طرز کار آن مشخص و قابل مشاهده باشد. همچنین به سبب پیچیده و شلوغ شدن صفحه رویی این گونه ساعت‌ها برای دید بهتر و جلوهٔ بیشتر به ویژه در شب یا مکان‌های کم نور، شماره‌ها و عقربه‌های ساعت‌های خودکار اغلب با لایه‌ای از مواد فسفرسانس پوشیده می‌شوند.
عقربه ثانیه شمار این گونه ساعت‌ها برخلاف ساعت‌های دیگر که حرکتی گسسته و بریده بریده دارند، به‌طور پیوسته و روان حرکت می‌کنند و بدون مکثی محسوس به دور محور خود میگردند.
ساعت‌های خودکار به سبب پیچیدگی‌های مکانیکی بیشتر و ساختاری حساس تر در مقایسه با دیگر ساعت‌ها نیاز به قاب و بدنه‌ای محکمتر و پایدار تر دارند، قاب بیشتر این‌گونه ساعت‌ها را برای مقاومت بیشتر از جنس استیل و تیتانیوم می‌سازند.
بند این ساعت‌ها بر اساس سلیقهٔ مشتری می‌تواند به هر شکلی و جنسی ساخته شود، اما بیشتر سازندگان برای ساعت‌هایی که قاب استیل دارنداز بند استیل استفاده می‌کنند و برای ساعت‌های که دارای قاب تیتانیومی هستند از بندهای چرمی و پلاستیک‌های سیلیکونی استفاده می‌کنند.
شیشهٔ این ساعت‌ها اغلب از جنس کریستال، کوارتز و یاقوت کبود است.
رقاصک عبارت است از چرخی که کار پاندول را در ساعت انجام می‌دهد و با حرکت رفت و برگشتی خود باعث آزاد شدن کوک به صورت منظم و اندازه‌گیری زمان می‌شود